# Marlo Morgan
Marlo Morgan (* 29. September 1937 in Fort Madison, Iowa) ist eine US-amerikanische Autorin und Ärztin. Bekannt wurde sie durch ihren Roman „Traumfänger“ (Originaltitel Mutant Message Down Under, 1991).

## Leben
Marlo Morgan studierte Medizin in den USA und engagierte sich besonders im Bereich der Gesundheitsvorsorge. Nach einem Auslandspraktikum in einer Apotheke in Brisbane (Australien) in den 1980ern, verkaufte sie in Missouri Teebaumöl für ein Netzwerk-Marketing-Unternehmen Melaleuca Inc. Als verkaufsfördernde Maßnahme erzählte sie die Geschichte, dass sie während ihres Aufenthaltes in Australien von Aborigines entführt und zu einem Walkabout durch die Wüste gezwungen worden sei. Sie behauptete, dass die dabei entstandenen Wunden an ihren Füßen von den Ureinwohnern mit dem gleichen Teebaumöl geheilt worden seien, das sie verkaufe. Aus wissenschaftlicher Sicht wird jedoch aufgrund des aufwendigen Herstellungsverfahrens bestritten, dass Teebaumöl überhaupt ein traditionelles australisches Heilmittel sei, siehe Teebaumöl#Heilmittelgeschichte.
In den 1990er wurde aus der Geschichte der erfolgreiche Roman Traumfänger, durch den sie mehrere Millionen US-Dollar einnahm. Sie hielt mehrere Vorträge in den USA, in denen sie – basierend auf ihren angeblichen Erfahrungen in Australien – auf die Spiritualität des Naturvolks aufmerksam zu machen versuchte. Erst 1996 gab sie zu, dass ihre Geschichten rein fiktive Erfindungen sind.
Heute lebt sie im US-amerikanischen Bundesstaat Missouri.

## Traumfänger
Bekannt wurde Morgan durch ihr 1991 erschienenes Buch „Traumfänger“, in dem die Protagonistin, eine weiße US-Amerikanerin mittleren Alters, von einem Aborigine-Stamm namens Real People entführt wird, mit diesem einen Walkabout unternimmt und dabei – fern der westlichen Zivilisation – die Naturverbundenheit und Spiritualität der australischen Ureinwohner kennen- und zu schätzen lernt.
Die erste, selbstverlegte Ausgabe, die sie zusammen mit ihren Kindern erstellte, enthielt noch Werbung für das Unternehmen Melaleuca Inc., für das sie Teebaumöl verkaufte.
In den 1980er und zu Beginn der 1990er bezeichnete Morgan die Geschichte als auf wahren Begebenheiten beruhend, hat dies allerdings 1996 gegenüber einer Aborigines-Kommission widerrufen und zugegeben, dass sie den Inhalt des Buches frei erfunden hat.
Dem Roman wurden zahlreiche inhaltliche Fehler attestiert und der Autorin schlechte Recherche und Unkenntnis in Bezug auf Australien und insb. die Ureinwohner vorgeworfen.
So bezahlte die Protagonistin in der ersten Buchfassung ein Ferngespräch in einer australischen Telefonzelle mit einem Vierteldollar (wie es in den USA üblich gewesen wäre, siehe Vierteldollar (Vereinigte Staaten)), obwohl es solche Münzen in Australien nicht gab und zudem für ein Ferngespräch wesentlich mehr Geld nötig gewesen wäre.
Ferner behauptete sie, sie habe (als erste) in den 1990ern Fliegengitter in Australien auf den Markt gebracht, was Australier selbst jedoch bestreiten.
Vor allem die Darstellung der Aborigines im Buch wird abgelehnt.
Morgan beschreibe viele Dinge wie Ornamente, Instrumente, Kochutensilien, Zeremonien, Landschaften, soziale Bindungen und Kleidung, deren Existenz keiner bekannten australischen Kultur zugeordnet werden könne.
Eine Verfilmung des Buches war in Planung, konnte aber durch mehrere Aborigines verhindert werden, die nicht mit der Darstellung ihres Volkes in dem Buch „Traumfänger“ einverstanden waren.

## Werke
- Mutant message down under. 1991 (deutsch Traumfänger übersetzt von Anne Rademacher, Goldmann, München 1995, ISBN 3-442-30631-0)
- Message from forever. (später auch: Mutant Message from Forever.) 1998 (deutsch Traumreisende übersetzt von Elke vom Scheidt, Goldmann, München 1998, ISBN 3-442-30786-4)